# Источни Тимор на Летњим олимпијским играма 2012.
Источном Тимору је ово било треће учешче на Летњим олимпијским играма као самостална земља. На Олимпијским играма у Лондону 2012. учествовао са двоје такмичара (1. жена и 1. мушкарца), који су се такмичили у атлетици.
Заставу Источног Тимора на свечаном отварању Летњих олимпијских игара 2012. носио је атлетичар Аугусто Соарес.
Екипа Источног Тимора није освојила ниједну медаљу.

## Учешће спортиста Источног Тимора по дисциплинама
| Спорт      | Мушкарци | Жене | Укупно |
| ---------- | -------- | ---- | ------ |
| Атлетика   | 1        | 1    | 2      |
| Укупно (1) | 1        | 1    | 2      |

## Резултати по спортовима

### Атлетика

#### Мушкарци
| Атлетичар      | Дисциплина | Лични рекорд | Група    | Група | Полуфинале | Полуфинале | Финале   | Финале        | Детаљи |
| Атлетичар      | Дисциплина | Лични рекорд | Резултат | Место | Резултат   | Место      | Резултат | Место         | Детаљи |
| -------------- | ---------- | ------------ | -------- | ----- | ---------- | ---------- | -------- | ------------- | ------ |
| Аугусто Соарес | маратон    | 2:30:04 НР   |          |       |            |            | 2:45:09  | 84 / 85 (105) |        |

#### Жене
| Атлетичар          | Дисциплина | Лични рекорд | Група    | Група | Полуфинале | Полуфинале | Финале     | Финале         | Детаљи |
| Атлетичар          | Дисциплина | Лични рекорд | Резултат | Место | Резултат   | Место      | Резултат   | Место          | Детаљи |
| ------------------ | ---------- | ------------ | -------- | ----- | ---------- | ---------- | ---------- | -------------- | ------ |
| Juventina Napoleao | маратон    | 3:08:28      |          |       |            |            | 3:05:07 ЛР | 106./107 (118) |        |